# ژولیوس آنتونیوس
ژولیوس آنتونیوس (انگلیسی: Iullus Antonius؛ ۴۳ پیش از میلاد – ۲ پیش از میلاد) سیاستمدار، و پرسنل نظامی، شاعر اهل روم باستان بود. او پسر مارک آنتونی و فولویا بود، پس از جنگ‌های داخلی جمهوری توسط امپراتور آگوستوس نجات یافت و با خواهرزاده امپراتور ازدواج کرد. او بعداً به عنوان یکی از عاشقان دختر آگوستوس، ژولیای بزرگ محکوم شد و خود را کشت.